# Akademia Colarossiego
Académie Colarossi – artystyczna szkoła sztuk pięknych założona w 1870 w Paryżu przez pochodzącego z Włoch modela, a później rzeźbiarza Filippo Colarossiego.

## Historia i profil
Szkoła stanowić miała alternatywę dla popieranej przez państwo – a przez wielu młodych artystów tamtych czasów uważanej za nazbyt konserwatywną – École nationale supérieure des beaux-arts (Szkoły Sztuk Pięknych). Szkoła przyciągała do Paryża wielu zagranicznych studentów, zwłaszcza ze Stanów Zjednoczonych.
Nowatorstwo uczelni przejawiało się m.in. w dopuszczeniu do nauki kobiet, w tym także umożliwienie im rysowania i malowania na podstawie obserwacji nagiego modela. W 1910 przyjęto pierwszą kobietę jako nauczycielkę. Była to Nowozelandka Frances Hodgkins (1869-1947).
Akademia została zamknięta w latach 30. XX w. Na krótko przed tym żona Colarossiego spaliła archiwa uczelni w odwecie za jego skłonności do flirtowania.

## Lista znanych absolwentów
- Mela Muter
- Hermen Anglada-Camarasa
- Lucy Bacon
- Emily Carr
- Camille Claudel
- Elin Danielson-Gambogi
- Zofia Dziurzyńska-Rosińska
- Roman Gineyko
- Maria Giżbert-Studnicka
- Anna Gołubkina
- Olaf Gulbransson
- Lyonel Feininger
- Meta Warrick Fuller
- Marion Greenwood
- Hans Hofmann
- Jeanne Hébuterne
- Prudence Heward
- Jewgienij Lanceray
- Otokar Lebeda
- Jacques Lipchitz
- Mina Loy
- Laura Muntz Lyall
- Richard E. Miller
- Amedeo Modigliani
- Alfons Mucha
- Lilla Cabot Perry
- George Agnew Reid
- Aloys Wach
- Suzor-Coté
- Max Weber
- Włodzimierz Tetmajer
- Stanisław Wyspiański
- Georgette LiYing Chen
- Franciszek Siedlecki
- Stefania Dretler-Flin
- Maria Koźniewska